# Саранчов Євграф Семенович
Саранчов Євграф Семенович (22 грудня 1850 року — ?) — інженер-генерал, командир 19-го армійського корпусу. Із дворян Зіньківського повіту. Брав участь у Хівинській експедиції та російсько-турецькій війні 1877—1878 років. Служив у Болгарії та на Кавказі. У 1899—1905 роках — начальник інженерної академії, до 6 жовтня 1906 року — начальник 23-ї піхотної дивізії. Часто друкувався в «Военном сборнике». Тематика праць — військова фортифікація, тактика, саперна справа.
Нагороджений багатьма російськими та іноземними нагородами.

## Джерело
- Саранчов, Евграф Семенович. История Полтавы (сайт Бориса Тристанова) [Архівовано 18 травня 2018 у Wayback Machine.]

| Воєначальник | Це незавершена стаття про військового діяча або діячку. Ви можете допомогти проєкту, виправивши або дописавши її. |